# Aulacodes pentopalis
Aulacodes pentopalis là một loài bướm đêm trong họ Crambidae.